# دانكنفيل (تكساس)
دانكنفيل (بالإنجليزية: Duncanville)‏ هي مدينة أمريكية تقع في ولاية تكساس.تبلغ مساحة هذه المدينة 29.2 (كم²)،ويبلغ عدد سكانها 38524 نسمة حسب إحصاء سنة 2010 م.

## التركيبة السكانية
حدّد مكتب تعداد الولايات المتحدة بيانات التركيبة السكانية لدانكنفيل في تعداد الولايات المتحدة. في ما يلي، التركيبة السكانية حسب تعدادي 2000 و2010.

### تعداد عام 2000
بلغ عدد سكان دانكنفيل 36,081 نسمة بحسب تعداد عام 2000، وبلغ عدد الأسر 12,896 أسرة وعدد العائلات 10,234 عائلة مقيمة في المدينة. في حين سجلت الكثافة السكانية 1,242.5 نسمة لكل كيلومتر مربع (3,218.1/ميل2). وبلغ عدد الوحدات السكنية 13,290 وحدة بمتوسط كثافة قدره 457.6 لكل كيلومتر مربع (1,185.2/ميل2).
وتوزع التركيب العرقي للمدينة بنسبة 63.90% من البيض و24.76% من الأمريكيين الأفارقة و0.32% من الأمريكيين الأصليين و1.99% من الأمريكيين ذوي الأصول الآسيوية و0.09% من سكان جزر المحيط الهادئ و6.83% من الأعراق الأخرى و2.11% من عرقين مختلطين أو أكثر و15.30% من الهسبانيون أو اللاتينيون من أي عرق.
بلغ عدد الأسر 12,896 أسرة كانت نسبة 42.8% منها لديها أطفال تحت سن الثامنة عشر تعيش معهم، وبلغت نسبة الأزواج القاطنين مع بعضهم البعض 59.3% من أصل المجموع الكلي للأسر، ونسبة 16.1% من الأسر كان لديها معيلات من الإناث دون وجود شريك، بينما كانت نسبة 4% من الأسر لديها معيلون من الذكور دون وجود شريكة وكانت نسبة 20.6% من غير العائلات. تألفت نسبة 17.6% من أصل جميع الأسر من عدة أفراد يعيشون في نفس المنزل ونسبة 5.7% كانت تتألف من شخص يعيش بمفرده يبلغ من العمر 65 عاماً أو أكثر. وبلغ متوسط حجم الأسرة المعيشية 2.79، أما متوسط حجم العائلات فبلغ 3.15.
بلغ العمر الوسطي للسكان 35.8 عاماً. وكانت نسبة 28.1% من القاطنين تحت سن الثامنة عشر، وكانت نسبة 8.5% بين الثامنة عشر والرابعة والعشرين عاماً، ونسبة 27.7% كانت واقعةً في الفئة العمرية ما بين الخامسة والعشرين والرابعة والأربعين عاماً، ونسبة 26.1% كانت ما بين الخامسة والأربعين والرابعة والستين، ونسبة 9.4% كانت ضمن فئة الخامسة والستين عاماً فما فوق. يوجد لكل 100 أنثى 90.3 ذكر، ويوجد لكل 100 أنثى في الثامنة عشر من عمرها فما فوق 85.3 ذكر.
بلغ متوسط دخل الأسرة في المدينة 52,598 دولارًا، أما متوسط دخل العائلة فبلغ 55,469 دولارًا. وكان متوسط دخل الذكور 39,119 دولارًا مقابل 30,982 دولارًا للإناث. وسجل دخل الفرد الخاص بالمدينة 19,823 دولارًا. وكانت نسبة 2.4% من العائلات ونسبة 5.1% من السكان تحت خط الفقر، وكان من هؤلاء نسبة 6.6% تحت سن الثامنة عشر ونسبة 2.5% في الخامسة والستين من العمر وما فوق.

### تعداد عام 2010
بلغ عدد سكان دانكنفيل 38,524 نسمة بحسب تعداد عام 2010، وبلغ عدد الأسر 13,280 أسرة وعدد العائلات 10,109 عائلة مقيمة في المدينة. في حين سجلت الكثافة السكانية 1,326.6 نسمة لكل كيلومتر مربع (3,435.9/ميل2). وبلغ عدد الوحدات السكنية 14,011 وحدة بمتوسط كثافة قدره 482.5 لكل كيلومتر مربع (1,249.7/ميل2).
وتوزع التركيب العرقي للمدينة بنسبة 50.41% من البيض و29.79% من الأمريكيين الأفارقة و0.73% من الأمريكيين الأصليين و1.68% من الأمريكيين ذوي الأصول الآسيوية و0.06% من سكان جزر المحيط الهادئ و14.80% من الأعراق الأخرى و2.52% من عرقين مختلطين أو أكثر و34.99% من الهسبانيون أو اللاتينيون من أي عرق.
بلغ عدد الأسر 13,280 أسرة كانت نسبة 40% منها لديها أطفال تحت سن الثامنة عشر تعيش معهم، وبلغت نسبة الأزواج القاطنين مع بعضهم البعض 52.1% من أصل المجموع الكلي للأسر، ونسبة 19.2% من الأسر كان لديها معيلات من الإناث دون وجود شريك، بينما كانت نسبة 4.9% من الأسر لديها معيلون من الذكور دون وجود شريكة وكانت نسبة 23.9% من غير العائلات. تألفت نسبة 20.4% من أصل جميع الأسر من عدة أفراد يعيشون في نفس المنزل ونسبة 7.2% كانت تتألف من شخص يعيش بمفرده يبلغ من العمر 65 عاماً أو أكثر. وبلغ متوسط حجم الأسرة المعيشية 2.89، أما متوسط حجم العائلات فبلغ 3.33.
بلغ العمر الوسطي للسكان 35.4 عاماً. وكانت نسبة 28% من القاطنين تحت سن الثامنة عشر، وكانت نسبة 9% بين الثامنة عشر والرابعة والعشرين عاماً، ونسبة 25.6% كانت واقعةً في الفئة العمرية ما بين الخامسة والعشرين والرابعة والأربعين عاماً، ونسبة 25.7% كانت ما بين الخامسة والأربعين والرابعة والستين، ونسبة 11.8% كانت ضمن فئة الخامسة والستين عاماً فما فوق. وتوزع التركيب الجنسي للسكان بنسبة 47.5% ذكور و52.5% إناث.

## أعلام
- إريك هاكر
- آدم باتلر
- جوش هاريس
- روجر فرانكلين
- مارلون دوران